# Monastiráki (ort i Grekland, Mellersta Makedonien, Nomós Serrón)
Monastiráki (Monastiraki) är en ort i Grekland.   Den ligger i prefekturen Nomós Serrón och regionen Mellersta Makedonien, i den norra delen av landet, 400 km norr om huvudstaden Aten. Monastiráki ligger 56 meter över havet och antalet invånare är 217.
Terrängen runt Monastiráki är varierad. Runt Monastiráki är det glesbefolkat, med 15 invånare per kvadratkilometer. Närmaste större samhälle är Kerkíni, 4,3 km öster om Monastiráki. Omgivningarna runt Monastiráki är en mosaik av jordbruksmark och naturlig växtlighet.